# فردوس حاجیان

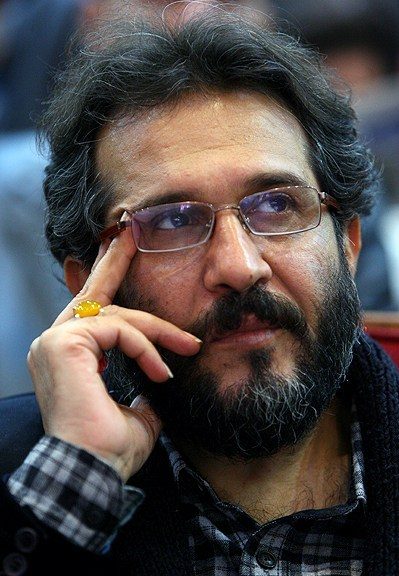
فردوس حاجیان

فردوس حاجیان پاشاکلایی (۳ دی ۱۳۴۲ در قائم‌شهر) معروف به عمو فردوس، آموزگار و نویسنده کتاب‌های درسی است که بیشتر به عنوان مجری و مبتکر برنامه تلویزیونی «شهرک الفبا» در صدا و سیما شناخته می‌شود. وی از سال ۱۳۷۷ تا ۱۳۸۸ در زمان اصلاحات رئیس دانشکده هنر و معماری و از اردیبهشت سال ۱۳۹۲ تا آذر ۱۳۹۳ سرپرست دانشگاه آزاد اسلامی واحد تهران مرکزی بود.
حاجیان مدیر سابق بخش فرهنگ و هنر مرکز گفتگوی تمدن‌ها بود. او از مجروحان شیمیایی جنگ ایران و عراق است.

## آثار

### کتاب
- مجموعه کتاب‌های فارسی سبز (ویژه دوره دبستان)، فردوس حاجیان، ناشر: راه اندیشه، نگاهی دیگر
- مجموعه کتاب‌های ریاضی سبز (ویژه دوره دبستان)، فردوس حاجیان، ناشر: راه اندیشه، نگاهی دیگر
- مجموعه کتاب‌های املای سبز (ویژه دوره دبستان)، فردوس حاجیان، ناشر: راه اندیشه، نگاهی دیگر
- شاپرک الفبا: بخوانیم و بنویسیم، فردوس حاجیان، ناشر: راه رشد
- دوستان ما، فردوس حاجیان، علی ذوالفقاری (تصویرگر)، ناشر: استادیار
- آتش و گل سرخ، فردوس حاجیان، مهتاب روغنی، عفت صفری، ناشر: ابوعطا - ۱۳۸۳
- آب و گل سرخ، فردوس حاجیان، مهتاب روغنی، عفت صفری، ناشر: ابوعطا - ۱۳۸۳

### تلویزیونی
- شهرک الفبا
- ماجراهای عمو فردوس و داروک ۱
- ماجراهای عمو فردوس و داروک ۲
- ماجراهای عمو فردوس و داروک ۳